# Storm Reid
Storm Reid (Atlanta, Georgia; 1 de julio de 2003) es una actriz estadounidense. Interpretó el papel de Meg Murry en la película A Wrinkle in Time (2018), y a Gia en la serie de HBO Euphoria.

## Carrera
Reid empezó a actuar a los tres años. Su primer papel importante ocurrió en la laureada película de 2014 12 Years a Slave como Emily. Tres años después apareció en Sleight en el papel de Tina, hermana menor del protagonista Jacob Latimore. Ha realizado numerosas apariciones en televisión, entre las que destacan las series The Thundermans, Adam DeVine's House Party, NCIS: Los Angeles y Chicago P.D. Interpretó el papel protagónico de Meg Murry en la película A Wrinkle in Time (2018), basada en la novela del mismo nombre. Recientemente personificó a Gia Bennett en la serie Euphoria (2019) y a Sydney Lanier en la película de terror El hombre invisible (2020).

## Filmografía
| Año  | Título                                | Papel            | Notas                                 |
| ---- | ------------------------------------- | ---------------- | ------------------------------------- |
| 2012 | A Cross to Bear                       | Erica            | Telefilme                             |
| 2013 | 12 Years a Slave                      | Emily            |                                       |
| 2013 | The Thundermans                       | Avery            | Episodio: "This Looks Like a Job For" |
| 2013 | Adam DeVine's House Party             |                  | 2 episodios                           |
| 2013 | Twang                                 | Annie Montgomery |                                       |
| 2014 | NCIS: Los Angeles                     | Riley Peyton     | Episodio: "One More Chance"           |
| 2014 | Nicky, Ricky, Dicky & Dawn            | Scarlett         | Episodio: "Scaredy Dance"             |
| 2015 | White Water                           | Cassandra        | Telefilme                             |
| 2015 | Chicago P.D.                          | Denise           | Episodio: "Get Back to Even"          |
| 2015 | The Summoning                         | Kendra           |                                       |
| 2016 | Sleight                               | Tina             |                                       |
| 2016 | Lea to the Rescue                     | Aki              |                                       |
| 2016 | Santa's Boot Camp                     | Sparkle          |                                       |
| 2017 | A Happening of Monumental Proportions | Patricia         |                                       |
| 2018 | A Wrinkle in Time                     | Meg Murry        |                                       |
| 2019 | Don't Let Go                          | Ashley           |                                       |
| 2019 | When They See Us                      | Lisa             | 2 episodios                           |
| 2019 | The Bravest Knight                    | Nia (voz)        | 5 episodios                           |
| 2019 | Euphoria                              | Gia Bennett      | Papel protagónico                     |
| 2020 | The Invisible Man                     | Sydney Lanier    |                                       |
| 2021 | The Suicide Squad                     | Tyla DuBois      |                                       |
| 2022 | One Way                               | Rachel           |                                       |
| 2023 | Missing                               | June             | Papel protagónico                     |
| 2023 | The Last of Us                        | Riley            | Episodio: "Left Behind"               |
| 2023 | La monja 2                            | Hermana Debra    |                                       |